# Sena y Oise

Departamento del Sena y Oise.

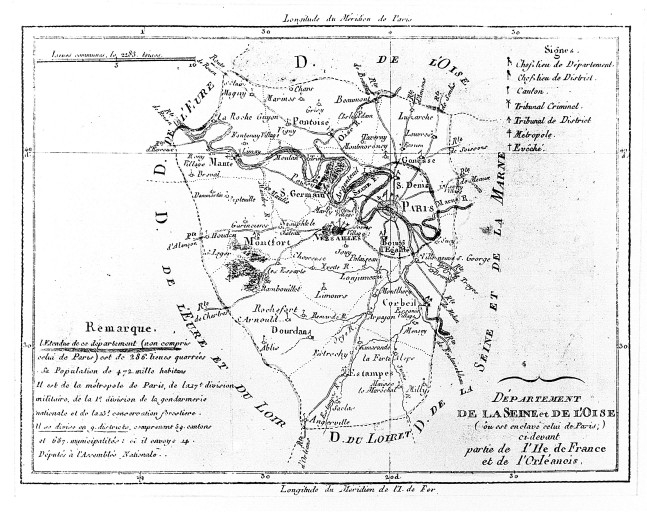
Mapa del departamento.

Sena y Oise (en francés Seine-et-Oise) era un antiguo departamento de Francia. Estaba situado en la parte occidental de la Isla de Francia y recibía su nombre de los ríos Sena y su afluente el Oise, que confluyen en su territorio.
Tenía una superficie de 5659 km² y el censo de 1801 le atribuía 421 525 habitantes.
Estaba limitado al norte por el departamento de Oise, al este por el de Sena y Marne, al sur por el de Loiret, y al oeste por los de Eure y Eure y Loir. En su interior se encontraba el departamento del Sena, que incluía París, y que quedaba totalmente rodeado por Sena y Oise.

## Historia
El departamento se creó el 4 de marzo de 1790, con capital en Versalles.

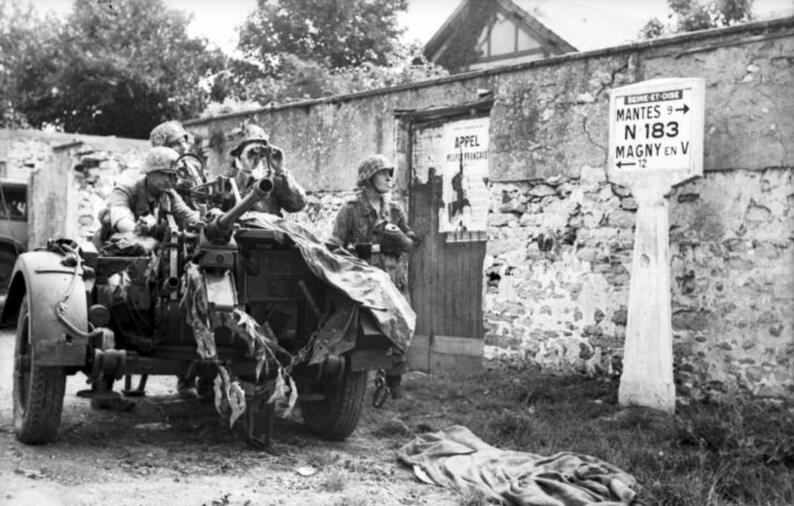
Soldados alemanes en Sena y Oise, agosto de 1944.

El 17 de febrero de 1800 fue dividido internamente en cinco distritos, con sedes en Versalles, Corbeil, Étampes, Mantes y Pontoise. En 1812 se creó el distrito de Rambouillet.
La reforma administrativa de 10 de septiembre de 1926 suprimió los distritos de Étampes y Mantes, si bien este último fue restaurado en 1943.
El 7 de noviembre de 1962 se crearon nuevos distritos, con subprefecturas en Montmorency, Palaiseau, Le Raincy y Saint-Germain-en-Laye.
El 10 de julio de 1964 se publicó una ley sobre la reorganización administrativa de la región parisina, que preveía la creación de nuevos departamentos. Esta norma fue desarrollada por el decreto de 25 de febrero de 1965 que organizaba la puesta en marcha de los nuevos departamentos en los tres años siguientes. Así el 2 de junio de 1966 se suprimió el distrito de Corbeil-Essonnes, se restauró el de Étampes, y se crearon las nuevas prefecturas —futuras capitales de departamento— de Évry, Pontoise y Versalles —esta última responsable de un nuevo territorio— y el distrito de Argenteuil.
El 1 de enero de 1968 fue suprimido el departamento de Sena y Oise. Su territorio quedó repartido entre Essonne (198 comunas), Altos del Sena (9 comunas), Sena-Saint Denis (16 comunas), Valle del Marne (18 comunas), Valle del Oise (185 comunas) e Yvelines (262 comunas).
El departamento de Yvelines, cuya prefectura es la del antiguo Sena y Oise, retuvo el número departamental 78.